# Llista de clubs de rugbi als Països Catalans
Llista dels clubs de rugbi en categoria sènior federats a les corresponents federacions territorials. S'inclouen equips tant de rugbi a 13 (equips de tretze jugadors) com de rugbi a 15 (equips de quinze jugadors):

## Catalunya Nord
| Nom                                   | Població                   | Any de fundació |
| ------------------------------------- | -------------------------- | --------------- |
| Unió Esportiva Arlequins de Perpinyà  | Perpinyà                   | 1902            |
| Union Sportive Thuirinoise            | Tuïr                       | 1911            |
| Étoile Sportive Catalane Argelesienne | Argelers de la Marenda     | 1912            |
| Ceret Sportif Rugby à XV              | Ceret                      | 1915            |
| Palau Broncos XIII                    | Palau del Vidre            | 1920            |
| Salanque Meditérranée Pià Rugby XIII  | Pià (Rugbi a 13)           | 1960            |
| Unió Tretzista Catalana               | Perpinyà (Rugbi a 13)      | 2000            |
| Dracs Catalans                        | Perpinyà (Rugbi a 13)      | 2005            |
| Sporting Club Amateur Ribesaltes      | Ribesaltes                 | 2007            |
| USAP XV Féminin                       | Toluges                    | 2012            |
| Entente de la Têt                     | Pesillà de la Ribera       |                 |
| Union Sportive Millars                | Millars                    |                 |
| Jeunesse Sportive Illibérienne        | Elna                       |                 |
| Union Sportive Torrelles Rugby        | Torrelles de la Salanca    |                 |
| Jeunesse Olympique Pradéenne          | Prada                      |                 |
| Union Sportive Canet Sainte-Marie XV  | Canet de Rosselló          |                 |
| Entente Fosseille Cabestany Saleil    | Salelles                   |                 |
| Rugby Oséja Matemale Cerdagne Capcir  | Matamala                   |                 |
| Entente Espira Baixas Peyrestortes    | Espirà de l'Aglí           |                 |
| Union Sportive Pollestres             | Pollestres                 |                 |
| Gallia Club Stéphanois                | Sant Esteve del Monestir   |                 |
| R.C. Arlésien Amélien Palaldéen       | Arles                      |                 |
| A.S. Bompàs                           | Bompàs                     |                 |
| A.S. Bages Villeneuve Theza           | Vilanova de Raó            |                 |
| S.O. Villelonguet                     | Vilallonga de la Salanca   |                 |
| R.C. Cervera                          | Cervera de la Marenda      |                 |
| Collioure Sportif XV                  | Cotlliure                  |                 |
| Latour Olympique Rugby                | La Torre d'Elna            |                 |
| Club Nautique Barcarès                | El Barcarès                |                 |
| Boulou Rugby Club                     | El Voló                    |                 |
| R.C. Ponteillanais                    | Pontellà                   |                 |
| Écho Sportif Pratéen                  | Prats de Molló             |                 |
| R.C. Sant Feliu                       | Sant Feliu d'Avall         |                 |
| Racing Club Nazairien XV              | Sant Nazari                |                 |
| R.C. Albères                          | Sureda                     |                 |
| R.C. Laurentin XV                     | Sant Llorenç de la Salanca |                 |
| Entente Bas Conflent Vinçà            | Vinçà                      |                 |

## Andorra
| Nom                                            | Població         | Any de fundació |
| ---------------------------------------------- | ---------------- | --------------- |
| Voluntaris de Protecció Civil Andorra Rugby XV | Andorra la Vella | 1961            |

## Catalunya
| Nom                                              | Població                  | Any de fundació |
| ------------------------------------------------ | ------------------------- | --------------- |
| UE Santboiana                                    | Sant Boi de Llobregat     | 1921            |
| Rugbi Club Sant Andreu                           | Barcelona                 | 1921            |
| Futbol Club Barcelona                            | Barcelona                 | 1924            |
| Barcelona Universitari Club                      | Barcelona                 | 1929            |
| Rugby Club Cornellà                              | Cornellà de Llobregat     | 1931            |
| Club Esportiu Universitari                       | Barcelona                 | 1960            |
| Rugby Club Badalona                              | Badalona                  | 1961            |
| Reus Deportiu                                    | Reus                      | 1968            |
| Grup Excursionista i Esportiu Gironí             | Girona                    | 1971            |
| Rugby Club L'Hospitalet                          | L'Hospitalet de Llobregat | 1973            |
| Associació de Veterans de Rugbi de Barcelona     | Barcelona                 | 1983            |
| Gòtics Rugby Club                                | Barcelona                 | 1984            |
| Químic Equip de Rugby                            | Barcelona                 | 1986            |
| Club de Rugby Sant Cugat                         | Sant Cugat del Vallès     | 1986            |
| Osona Rugby Club                                 | Vic                       | 1986            |
| Club Rugby Tarragona                             | Tarragona                 | 1986            |
| Rugby Club Sitges                                | Sitges                    | 1987            |
| Rugby Sales Viladecans                           | Viladecans                | 1993            |
| Rugby Club Manresa                               | Manresa                   | 1995            |
| Rugby Club Martorell                             | Martorell                 | 1998            |
| Cocodrils Rugby Club                             | Barcelona                 | 2002            |
| Club de Rugbi Senglars de Torroella              | Torroella de Montgrí      | 2004            |
| Castelldefels Rugby Union Club                   | Castelldefels             | 2005            |
| SEL Vilanova i la Geltrú                         | Vilanova i la Geltrú      | 2007            |
| Rugby Club Mataró                                | Mataró                    | 2008            |
| Club de Rugby Carboners de Terrassa              | Terrassa                  | 2009            |
| Banyoles Rugby Club                              | Banyoles                  | 2009            |
| Associació de Rugby Poble Nou                    | Barcelona                 | 2009            |
| Garrotxa Rugbi Club                              | Olot                      | 2009            |
| Santa Coloma Rugby Club                          | Santa Coloma de Gramenet  | 2011            |
| Los Taus d'Amposta Rugby Club Terres de l'Ebre   | Amposta                   | 2011            |
| Club Rugby Spartans Granollers                   | Granollers                | 2012            |
| Ripollès Rugby Club                              | Ripoll                    | 2012            |
| Club Rugby Sant Quirze                           | Sant Quirze del Vallès    | 2012            |
| Anoia Rugby Club                                 | Igualada                  | 2013            |
| Rugby Navata                                     | Navata                    | 2013            |
| Sabadell Rugby Club                              | Sabadell                  | 2014            |
| Rugby Nova Olivella                              | Olivella                  | 2014            |
| Begues Rugby                                     | Begues                    | 2016            |
| Associació Esportiva Lycée Français de Barcelone | Barcelona                 | 2016            |
| Esparraguera Rugby Club                          | Esparraguera              |                 |
| Club de Rugby Cervelló                           | Cervelló                  | 2017            |
| VIRC Vilafranca Rugby Club                       | Vilafranca del Penedès    | 2023            |
| Rugby Club Valls                                 | Valls                     | 2008            |

- CR Universitat de Barcelona (Barcelona)
- Club Natació Poble Nou - Enginyers (Barcelona)
- CN Barcelona (Barcelona): secció dissolta
- INEFC Lleida RC (Lleida)
- CR Alella Raudovan (Alella)
- CR Parets (Parets del Vallès)
- Atlètic Vic Crancs (Vic)
- CE INEF Barcelona (Barcelona)
- CR Castellet (Sant Vicenç de Castellet)
- XV Almogàvers
- Calafell RC. (Calafell).
- Tordera RC. (Tordera).
- Rugby Club Castellar Vallés (Castellar del Vallès).
- Salou Academy RC.-Sharc. (Salou).
- Buc-Ubae Mercabarna (Barcelona).

## País Valencià
| Nom                                            | Població                 | Any de fundació |
| ---------------------------------------------- | ------------------------ | --------------- |
| València Rugby Club                            | València                 | 1966            |
| Tatami Rugby Club                              | València                 | 1965            |
| Cullera Rugby Club                             | Cullera                  | 1967            |
| Les Abelles Rugby Club                         | València                 | 1971            |
| CAU València Rugby                             | València                 | 1973            |
| Elx Club de Rugby Union                        | Elx                      | 1968            |
| Universitat Politècnica de València Rugby Club | València                 |                 |
| Tavernes Rugby Club                            | Tavernes de la Valldigna | 1934            |
| Club de Rugby Sant Roc                         | València                 | 1971            |
| Club de Rugbi Castelló                         | Castelló de la Plana     | 1977            |
| C.E.U. Alacant R.C.                            | Alacant                  | 2013            |
| Oriola Club de Rugby                           | Oriola                   | 1973            |
| Club Esportiu Universitat d'Alacant            | Sant Vicent del Raspeig  |                 |
| Unió Esportiva de Rugby Montcada               | Montcada                 | 1970            |
| Rugby Club Alzira                              | Alzira                   | 1983            |
| Club de Rugby La Vila                          | La Vila Joiosa           |                 |
| Dénia Rugby Club                               | Dénia                    |                 |
| Akra Bárbara Rugby Club                        | Alacant                  | 1988            |
| Ciències Rugby Club                            | València                 |                 |
| Mediterrani València Rugby Club                | Alfara del Patriarca     | 2001            |
| Club de Rugby La Safor                         | Gandia                   | 1980            |

## Illes Balears
| Nom                          | Població | Any de fundació |
| ---------------------------- | -------- | --------------- |
| El Toro Rugby Club           | Calvià   | 1990            |
| Rugby Club Ponent            | Palma    | 2000            |
| Eivissa Club de Rugby        | Eivissa  | 2001            |
| Bahia Rugby Club             | Palma    | 2002            |
| Menorca Rugby Club           | Maó      | 2002            |
| Dimonis Rugby Club           | Manacor  | 2002            |
| Corsaris Rugby Football Club | Alcúdia  | 2006            |

## L'Alguer
| Nom                  | Població | Any de fundació |
| -------------------- | -------- | --------------- |
| Amatori Rugby Alguer | L'Alguer | 1974            |
| Alguerugby A.S.D     | L'Alguer | 2010            |